# Julio Raúl González
Julio Raúl González Pérez (Avilés, Asturias, España, 23 de octubre de 1952), conocido como Raúl González, es un entrenador de fútbol español. Actualmente entrena al Candás Club de Fútbol de la Regional Preferente de Asturias, compáginando su estadía al frente del banquillo carreñero con la administración de la cuenta de Twitter "Locura González"

## Trayectoria
Cuenta con una dilatada experiencia en el mundo de los banquillos, así lo demuestran sus diecinueve años entrenando en la categoría de bronce del fútbol español, la Segunda División B, y la dirección de la selección de fútbol de Guinea Ecuatorial en la temporada 1989/90.
Entrenó dos años al C. D. Ensidesa desde 1981 a 1983, cinco años al Real Avilés C. F., tres años al Zamora C. F., un año a la selección de fútbol de Guinea Ecuatorial, un año al Villarreal C. F., un año a la S. D. Ponferradina, dos años al Caudal Deportivo, un año al Pontevedra C. F., cuatro años a la A. D. Alcorcón, un año al Burgos C. F., y en la temporada 2008/09 consigue ascender al Real Oviedo a la Segunda División B, tras ganar el 31 de mayo de 2009 al R. C. D. Mallorca "B" por penaltis (5-6 a favor del Real Oviedo), tras la parada de Oinatz Aulestia. Fue destituido de su cargo el 28 de septiembre de 2009 por el club, debido a los discretos resultados cosechados.
En noviembre de 2012 firma con el C. D. Tuilla tras ser destituido Iván Míner como entrenador del club asturiano, el técnico permanecía inactivo desde hacía tres años tras la salida del Real Oviedo.
El 5 de mayo de 2013 consigue el título de campeón de la tercera división asturiana con el ya mencionado C. D. Tuilla a falta de dos jornadas aún por jugarse tras la victoria sobre L'Entregu C. F. por 2 goles a 0.
En 2014 el club no lo renueva tras fracasar en su intento de volver a disputar la liguilla de ascenso.
El 11 de marzo de 2015 ficha por el Unión Popular de Langreo hasta final de temporada, tras la dimisión de José Antonio Redondo García. Equipo del que es cesado tras descenderlo a Tercera División.
Es fichado por el Candás C. F., para dirigir el equipo asturiano durante la segunda vuelta de la competición en Regional Preferente 2018/19. Tras finalizar la temporada el conjunto candasín nombra un nuevo entrenador, que no continuará por razones personales, y el club vuelve de nuevo a contratarle para las próximas tres temporadas.

## Clubes
| Club                           | País              | Año       |
| ------------------------------ | ----------------- | --------- |
| C. D. Ensidesa                 | España            | 1981-1983 |
| Real Avilés C. F.              | España            | 1983-1984 |
| Zamora C. F.                   | España            | 1985-1987 |
| Real Avilés C. F.              | España            | 1987-1989 |
| Selección de Guinea Ecuatorial | Guinea Ecuatorial | 1989-1990 |
| Villarreal C. F.               | España            | 1990-1991 |
| S. D. Ponferradina             | España            | 1990-1991 |
| Real Avilés C. F.              | España            | 1993-1994 |
| Real Avilés C. F.              | España            | 1997-1998 |
| Caudal Deportivo               | España            | 2000-2001 |
| Pontevedra C. F.               | España            | 2001-2002 |
| A. D. Alcorcón                 | España            | 2002-2005 |
| Zamora C. F.                   | España            | 2005-2006 |
| A. D. Alcorcón                 | España            | 2006-2007 |
| Burgos C. F.                   | España            | 2007-2008 |
| Real Oviedo                    | España            | 2008-2009 |
| C. D. Tuilla                   | España            | 2012-2014 |
| U. P de Langreo                | España            | 2015      |
| Candás C. F.                   | España            | 2019-     |